# John Wesley Woodward
John Wesley Woodward (11. září 1879 West Bromwich – 15. dubna 1912 RMS Titanic, severní Atlantik) byl anglický muzikant.
Narodil se 11. září 1879 ve West Bromwich jako nejmladší z deseti dětí Josepha a Marthy Woodwardových.
Všem známý jako Wesley se stal profesionálním hudebníkem a hrál v Oxfordu a Eastbourne. V Eastbourne hrál na violoncello v Grand Hotelu i v místním orchestru. Během pobytu v Eastbourne se připojil k hudebníkům společnosti White Star Line a hrál na zaoceánských lodích.

## Titanic a smrt
Dne 10. dubna 1912 se v Southamptonu nalodil na RMS Titanic, který se vydal na svou první zaoceánskou plavbu. Pozdních nočních hodinách 14. dubna 1912 loď narazila do ledovce a Woodward s ostatními hudebníky slavně pokračovali ve hře na hudební nástroje, zatímco se Titanic potápěl. Podle některých svědectví přeživších zněla jejich poslední skladba „Blíž k tobě, Bože můj“. Všichni členové kapely včetně jeho přítele Jocka Huma utonuli a tělo Wesleyho Woodwarda nebylo nikdy nalezeno.

## Odkaz
Na promenádě v Eastbourne byla na počest Woodwarda vystavena pamětní deska s vyobrazením potápějícího se Titanicu.